# S Pen
 (avril 2023).
Le S Pen est un stylet commercialisé par la marque Samsung avec sa série Galaxy Note et utilisant une technologie de Wacom.

## Les capteurs vu par l'utilisateur
- La pointe du stylet gère la pression, permettant ainsi de faire varier par exemple l'épaisseur ou l'opacité du trait.
- Un bouton latéral ajoute des combinaisons, il est par exemple utilisé dans la capture d'écran ; pression sur le bouton latéral puis pression du stylet sur l'écran pendant 1 seconde. Il est utilisé pour enregistrer du contenu que l'on entoure en pressant le bouton latéral tout en faisant un cercle autour de la zone à enregistrer.
- La position du stylet peut être déterminée même lorsqu'il n'est pas en contact avec l'écran. Cela permet par exemple de le localiser à l'écran via un petit cercle avant de dessiner.
- Un capteur permet de savoir si le stylet est dans son fourreau, à l'intérieur du téléphone ou de la tablette, permettant par exemple de lancer une application sur le Note et le Note II, ou bien un sélecteur d'applications dans le cas de la Note 10.1 au moment où il est retiré. Une alarme peut également être déclenchée si le stylet n'est pas dans ce fourreau mais que l'appareil se déplace, afin d'éviter d'oublier le S Pen.

## Fonctionnement technique
La dalle de la tablette tactile ou smartphone contient un émetteur d'onde électromagnétique servant à alimenter et communiquer avec le S Pen. Le stylet comporte un circuit LC permettant de récupérer l'onde électromagnétique et de le transformer en courant par induction électromagnétique. Il retourne en échange le niveau de pression exercé sur la pointe et l'activation éventuelle du bouton latéral.
Samsung a sorti en décembre 2011 un kit de développement logiciel permettant de tirer parti des fonctionnalités du S Pen.

## Appareils équipés de S Pen
- Galaxy Tab A 9.7 - version avec S PEN
- Galaxy Note (512 niveaux de pression)
- Galaxy Note 10.1 (plus long et 1024 niveaux de pression)
- Galaxy Note II (1024 niveaux de pression)
- Galaxy Note 3 (aussi Neo/Lite)
- Galaxy Note 4 (2048 niveaux de pression)
- Galaxy Note Edge
- Galaxy Note 8.0
- Galaxy Note 9.O
- Galaxy Note 10.1
- Galaxy Note 5 (2048 niveaux de pression)
- Galaxy Note 7
- Galaxy Tab S3 (4096 niveaux de pression)
- Galaxy Tab S4
- Galaxy Tab S6
- Galaxy Tab S6 Lite (4096 niveaux de pression)
- Galaxy S21 Ultra
- Galaxy S22 Ultra
- Galaxy S23 Ultra
- Galaxy S24 Ultra
- Galaxy Z Fold 3 (S Pen Fold Edition)
- Galaxy Z Fold 4 (S Pen Fold Edition)
- ATIV smart PC
- ATIV smart PC Pro

Le stylet de la tablette Note 10.1 peut être utilisé sur le Note II et réciproquement. Les stylets du Note 3 et de la Tab S3 sont également compatibles.

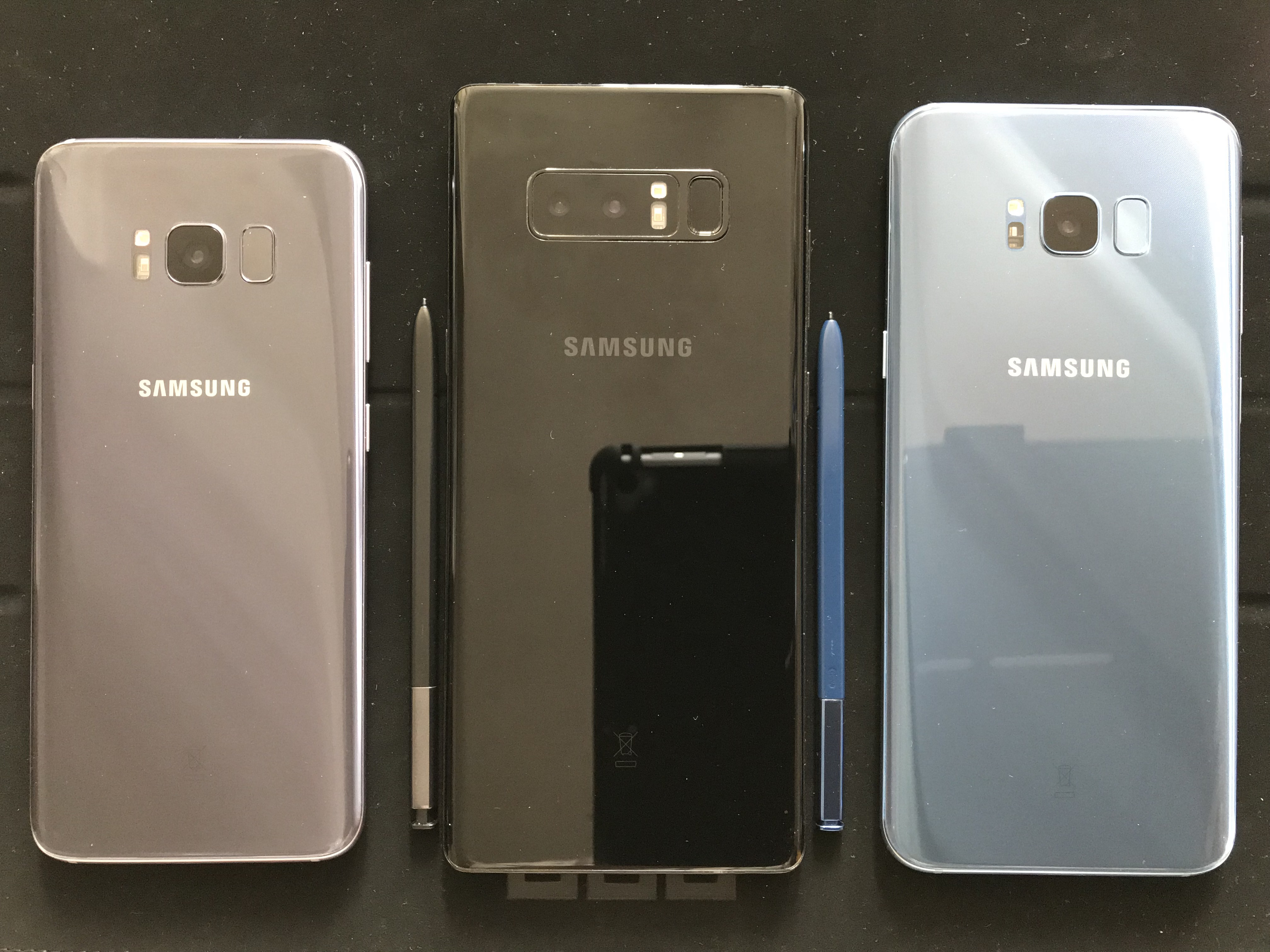
Smartphones Samsung de la gamme Galaxy Note contenant un stylet S Pen